# Blek hönshirs
Blek hönshirs (Echinochloa frumentacea) är en gräsart som beskrevs av Heinrich Friedrich Link. Enligt Catalogue of Life ingår Blek hönshirs i släktet hönshirser och familjen gräs, men enligt Dyntaxa är tillhörigheten istället släktet hönshirser och familjen gräs. IUCN kategoriserar arten globalt som livskraftig. Arten förekommer tillfälligt i Sverige, men reproducerar sig inte. Inga underarter finns listade i Catalogue of Life.

## Bildgalleri

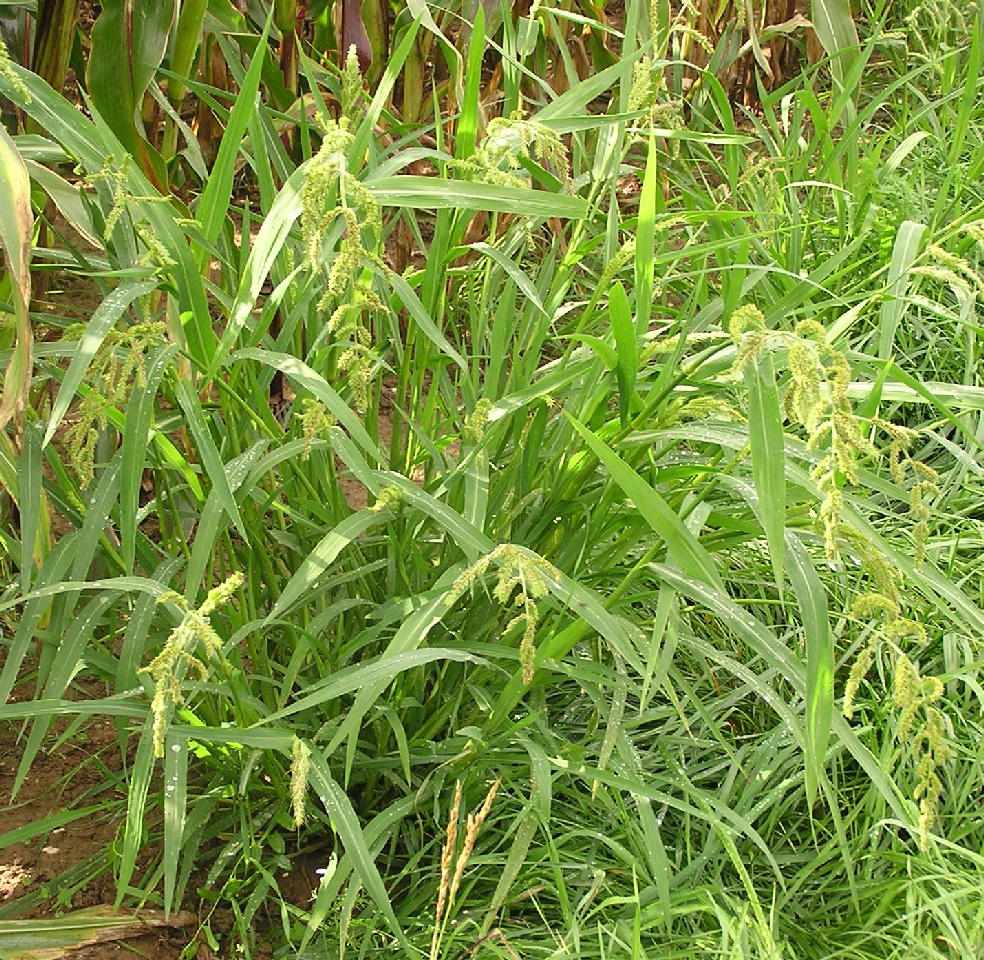
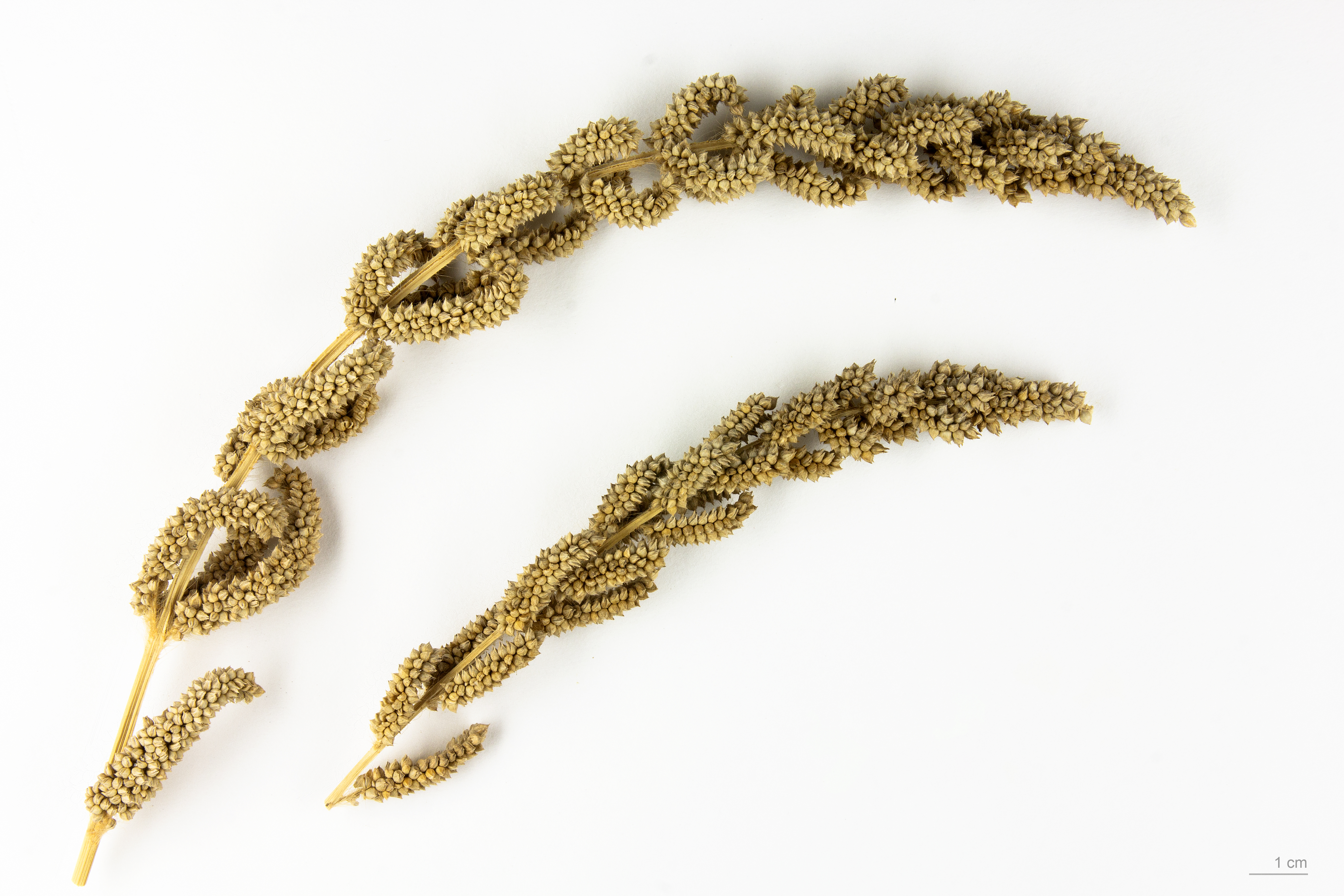
Echinochloa frumentacea - Museum specimen